# Tour de France 1961
48. Tour de France rozpoczął się 25 czerwca w Rouen, a zakończył się 16 lipca 1961 roku w Paryżu. Wyścig składał się z 21 etapów (pierwszy etap został podzielony na 2 części), w tym: 11 etapów płaskich, 9 etapów górskich i 2 etapy jazdy indywidualnej na czas. Cała trasa liczyła 4397 km. W klasyfikacji generalnej zwyciężył po raz drugi w karierze Francuz Jacques Anquetil. W klasyfikacji górskiej najlepszy był kolejny Włoch, Imerio Massignan, w punktowej Francuz André Darrigade, a w klasyfikacji drużynowej zwyciężyła Francja. Nagrodę za największą aktywność dostał francuski zespół Ouest/Sud-Ouest. Był to jedyny przypadek, w którym nagrodę za największą aktywność dostała drużyna, a nie kolarz.

## Drużyny
W tej edycji Tdf wzięło udział 11 drużyn:
- Włochy
- Francja
- Belgia
- Hiszpania
- Holandia
- Niemcy Zachodnie
- Szwajcaria-Luksemburg
- Wielka Brytania
- Paris/Nord-est
- Centre-Midi
- Ouest/Sud-Ouest

## Etapy
| 1a | 25 czerwca | Rouen – Wersal                        | 136,5 km      | André Darrigade      |               |               |               |
| 1b | 25 czerwca | Wersal                                | ITT 28,5 km   | Jacques Anquetil     |               |               |               |
| 2  | 26 czerwca | Pontoise - Roubaix                    | 230,5 km      | André Darrigade      |               |               |               |
| 3  | 27 czerwca | Roubaix – Charleroi                   | 197,5 km      | Émile Daems          |               |               |               |
| 4  | 28 czerwca | Charleroi – Metz                      | 237,5 km      | Anatole Novak        |               |               |               |
| 5  | 29 czerwca | Metz - Strasburg                      | 221,0 km      | Louis Bergaud        |               |               |               |
| 6  | 30 czerwca | Strasburg – Belfort                   | 180,5 km      | Jef Planckaert       |               |               |               |
| 7  | 1 lipca    | Belfort - Chalon-sur-Saône            | 214,5 km      | Jean Stablinski      |               |               |               |
| 8  | 2 lipca    | Chalon-sur-Saône - Saint-Étienne      | 240,5 km      | Jean Forestier       |               |               |               |
| 9  | 3 lipca    | Saint-Étienne - Grenoble              | 230,0 km      | Charly Gaul          |               |               |               |
| 10 | 4 lipca    | Grenoble - Turyn                      | 184,5 km      | Willy Vannitsen      |               |               |               |
| 11 | 5 lipca    | Turyn - Antibes                       | 225,0 km      | Guido Carlesi        |               |               |               |
| 12 | 6 lipca    | Antibes - Aix-en-Provence             | 199,0 km      | Michel Van Aerde     |               |               |               |
| 13 | 7 lipca    | Aix-en-Provence - Montpellier         | 177,5 km      | André Darrigade      |               |               |               |
|    | 8 lipca    | Dzień przerwy                         | Dzień przerwy | Dzień przerwy        | Dzień przerwy | Dzień przerwy | Dzień przerwy |
| 14 | 9 lipca    | Montpellier - Perpignan               | 174,0 km      | Eddy Pauwels         |               |               |               |
| 15 | 10 lipca   | Perpignan - Tuluza                    | 206,0 km      | Guido Carlesi        |               |               |               |
| 16 | 11 lipca   | Tuluza - Superbagnères                | 208,0 km      | Imerio Massignan     |               |               |               |
| 17 | 12 lipca   | Luchon - Pau                          | 197,0 km      | Eddy Pauwels         |               |               |               |
| 18 | 13 lipca   | Pau – Bordeaux                        | 207,0 km      | Martin Van Geneugden |               |               |               |
| 19 | 14 lipca   | Bergerac - Périgueux                  | ITT 74,5 km   | Jacques Anquetil     |               |               |               |
| 20 | 15 lipca   | Périgueux - Tours                     | 309,5 km      | André Darrigade      |               |               |               |
| 21 | 16 lipca   | Tours – Paryż (Aleja Pól Elizejskich) | 252,5 km      | Robert Cazala        |               |               |               |

## Liderzy klasyfikacji po etapach
| Etap                 | Zwycięzca            | Klasyfikacja generalna | Klasyfikacja punktowa | Klasyfikacja górska | Klasyfikacja drużynowa |
| -------------------- | -------------------- | ---------------------- | --------------------- | ------------------- | ---------------------- |
| 1a                   | André Darrigade      | André Darrigade        | André Darrigade       | brak                | Francja                |
| 1b                   | Jacques Anquetil     | Jacques Anquetil       | Jacques Anquetil      | brak                | Francja                |
| 2                    | André Darrigade      | Jacques Anquetil       | André Darrigade       | brak                | Francja                |
| 3                    | Émile Daems          | Jacques Anquetil       | André Darrigade       | brak                | Francja                |
| 4                    | Anatole Novak        | Jacques Anquetil       | André Darrigade       | brak                | Francja                |
| 5                    | Louis Bergaud        | Jacques Anquetil       | André Darrigade       | Louis Bergaud       | Francja                |
| 6                    | Jef Planckaert       | Jacques Anquetil       | André Darrigade       | Eddy Pauwels        | Francja                |
| 7                    | Jean Stablinski      | Jacques Anquetil       | André Darrigade       | Eddy Pauwels        | Francja                |
| 8                    | Jean Forestier       | Jacques Anquetil       | André Darrigade       | Eddy Pauwels        | Francja                |
| 9                    | Charly Gaul          | Jacques Anquetil       | André Darrigade       | Charly Gaul         | Francja                |
| 10                   | Guy Ignolin          | Jacques Anquetil       | André Darrigade       | Imerio Massignan    | Francja                |
| 11                   | Guido Carlesi        | Jacques Anquetil       | André Darrigade       | Imerio Massignan    | Francja                |
| 12                   | Michel Van Aerde     | Jacques Anquetil       | André Darrigade       | Imerio Massignan    | Francja                |
| 13                   | André Darrigade      | Jacques Anquetil       | André Darrigade       | Imerio Massignan    | Francja                |
| 14                   | Eddy Pauwels         | Jacques Anquetil       | André Darrigade       | Imerio Massignan    | Francja                |
| 15                   | Guido Carlesi        | Jacques Anquetil       | André Darrigade       | Imerio Massignan    | Francja                |
| 16                   | Imerio Massignan     | Jacques Anquetil       | André Darrigade       | Imerio Massignan    | Francja                |
| 17                   | Eddy Pauwels         | Jacques Anquetil       | André Darrigade       | Imerio Massignan    | Francja                |
| 18                   | Martin Van Geneugden | Jacques Anquetil       | André Darrigade       | Imerio Massignan    | Francja                |
| 19                   | Jacques Anquetil     | Jacques Anquetil       | Jean Gainche          | Imerio Massignan    | Francja                |
| 20                   | André Darrigade      | Jacques Anquetil       | André Darrigade       | Imerio Massignan    | Francja                |
| 21                   | Robert Cazala        | Jacques Anquetil       | André Darrigade       | Imerio Massignan    | Francja                |
| Klasyfikacja końcowa | Klasyfikacja końcowa | Jacques Anquetil       | André Darrigade       | Imerio Massignan    | Francja                |

## Klasyfikacje końcowe

### Klasyfikacja generalna
| Pozycja | Zawodnik            | Drużyna     | Czas          |
| ------- | ------------------- | ----------- | ------------- |
| 1.      | Jacques Anquetil    | Francja     | 122 h 01' 33" |
| 2.      | Guido Carlesi       | Włochy      | +12' 14"      |
| 3.      | Charly Gaul         | SUI-LUX     | +12' 16"      |
| 4.      | Imerio Massignan    | Włochy      | +15' 59"      |
| 5.      | Hans Junkermann     | RFN         | +16' 09"      |
| 6.      | Fernando Manzaneque | Hiszpania   | +16' 27"      |
| 7.      | José Pérez Francés  | Hiszpania   | +20' 41"      |
| 8.      | Jean Dotto          | Centre-Midi | +21' 44"      |
| 9.      | Eddy Pauwels        | Belgia      | +26' 57"      |
| 10.     | Jan Adriaensens     | Belgia      | +28' 05"      |

### Klasyfikacja punktowa
| Pozycja | Zawodnik         | Drużyna         | Punkty |
| ------- | ---------------- | --------------- | ------ |
| 1.      | André Darrigade  | Francja         | 174    |
| 2.      | Jean Gainche     | Ouest-Sud-Ouest | 169    |
| 3.      | Guido Carlesi    | Włochy          | 148    |
| 4.      | Jacques Anquetil | Francja         | 146    |
| 5.      | Frans Aerenhouts | Belgia          | 118    |

### Klasyfikacja górska
| Pozycja | Zawodnik         | Drużyna         | Punkty |
| ------- | ---------------- | --------------- | ------ |
| 1.      | Imerio Massignan | Włochy          | 95     |
| 2.      | Charly Gaul      | SUI-LUX         | 61     |
| 3.      | Hans Junkermann  | RFN             | 48     |
| 4.      | Marcel Queheille | Ouest-Sud-Ouest | 46     |
| 5.      | Eddy Pauwels     | Belgia          | 29     |

### Klasyfikacja drużynowa
| Pozycja | Drużyna         | Zwycięstwa |
| ------- | --------------- | ---------- |
| 1.      | Francja         | 10         |
| 2.      | Belgia          | 5          |
| 3.      | Włochy          | 3          |
| 3.      | Ouest-Sud-Ouest | 3          |
| 5.      | Centre-Midi     | 1          |